# Peter Bartenstein
Peter Alexander Bartenstein (* 19. August 1959 in Nürnberg) ist ein deutscher Facharzt für Nuklearmedizin und war  Direktor an der Klinik und Poliklinik für Nuklearmedizin der Ludwig-Maximilians-Universität München. Er beschäftigt sich vornehmlich mit den Themen Neuronuklearmedizin und Endoradiotherapie zur Behandlung von bösartigen Erkrankungen.

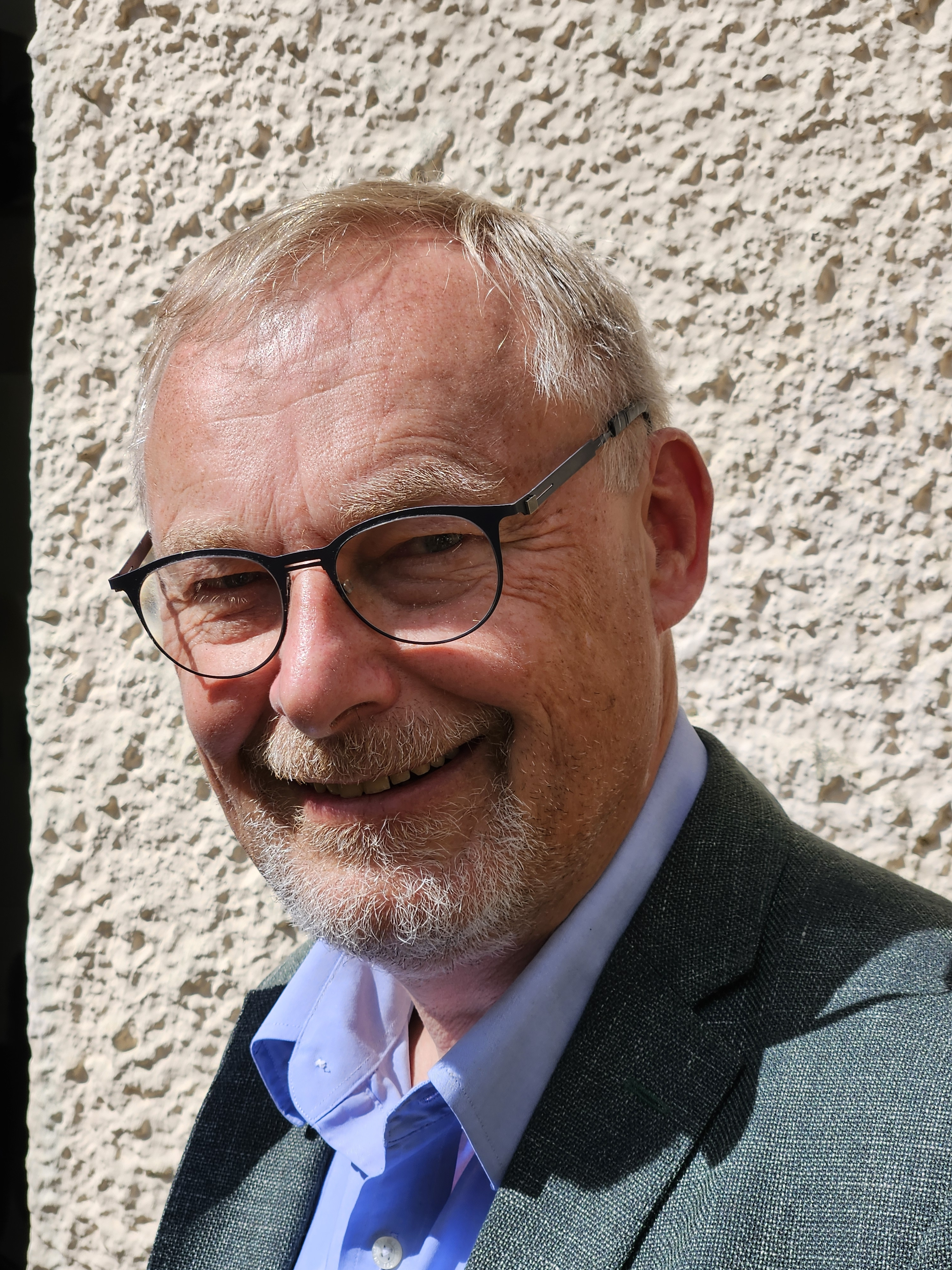
Peter Alexander Bartenstein

## Leben
Bartenstein studierte von 1978 bis 1983 Humanmedizin am Universitätsklinikum der Ruhr-Universität Bochum und am Universitätsklinikum Bonn. Von 1986 bis 1990 war Bartenstein als Assistenzarzt an der Klinik und Poliklinik für Nuklearmedizin am Universitätsklinikum Münster tätig, gefolgt von einem Aufenthalt als Wissenschaftler am Hammersmith Hospital in London. Von 1991 bis 1994 folgte eine Anstellung als Oberarzt an der Klinik und Poliklinik für Nuklearmedizin am Universitätsklinikum Münster. Nach Erhalt der Venia Legendi (Habilitation) war er von 1994 bis 1999 als Oberarzt an der Nuklearmedizinischen Klinik und Poliklinik der Technischen Universität München tätig. 1999 erhielt Bartenstein einen Ruf auf den Lehrstuhl für Nuklearmedizin der Johannes Gutenberg-Universität Mainz sowie 2006 einen Ruf auf den Lehrstuhl für Nuklearmedizin an der Ludwig-Maximilians-Universität München.

## Forschung
Peter Bartensteins Forschungsschwerpunkte liegen im Bereich Neuronuklearmedizin, insbesondere Positronen-Emissions-Tomographie mit Rezeptorliganden und anderen Radiopharmaka bei verschiedenen neurologischen und psychiatrischen Erkrankungen sowie im Bereich der Endoradiotherapie zur Behandlung von Krebserkrankungen, insbesondere neuroendokriner Tumore, dem Prostatakrebs und dem Schilddrüsenkrebs.
Bartensteins wissenschaftliche Publikationsliste umfasst mehr als 690 auf PubMed gelistete Publikationen.

## Funktionen in wissenschaftlichen Einrichtungen
Seit 2008 ist Bartenstein Mitglied des Wissenschaftlichen Beirates der Bundesärztekammer und seit 2013 Leiter der LMU Munich Medical Research School. Zudem war Bartenstein von 2019 bis 2021 Vorstandsmitglied der Deutschen Gesellschaft für Nuklearmedizin.

## Publikationen (Auswahl)
- mit N.A. Lassen, A.A. Lammertsma, M.C. Prevett, D.R. Turton, S.K. Luthra et al.: Benzodiazepine receptor quantification in vivo in humans using [11C]flumazenil and PET: application of the steady-state principle. 1995, In: Journal of Cerebral Blood Flow and Metabolism 15, 1, 1965. S. 152–165.
- mit T.R. Tölle, T. Kaufmann, T. Siessmeier, S. Lautenbacher et al: Region-specific encoding of sensory and affective components of pain in the human brain: a positron emission tomography correlation analysis. In: Annals of Neurology, 45, 1, 1999, S. 40–47.
- mit A. Weindl, S. Spiegel, H. Boecker, R. Wenzel, A.O. Ceballos-Baumann, S. Minoshima, B. Conrad: Central motor processing in Huntington's disease. A PET study. In: Brain, 120, 9, 1997, S. 1553–1567.
- mit S. Minoshima, C. Hirsch, K. Buch, F. Willoch, D. Mösch, D. Schad et al.: Quantitative assessment of cerebral blood flow in patients with Alzheimer's disease by SPECT. 1997, In: Journal of Nuclear Medicine, 38, 7, 1997, S. 1095–1101.
- mit A. Delker, W.P. Fendler, C. Kratochwil, A. Brunegraf, A. Gosewisch et al.: Dosimetry for (177)Lu-DKFZ-PSMA-617: a new radiopharmaceutical for the treatment of metastatic prostate cancer. In: European Journal of Nuclear Medicine and Molecular Imaging, 43, 1, 2016, S. 42–51.
- mit H. Ilhan, S. Lindner, A. Todica, C.C. Cyran, R. Tiling, C.J. Auernhammer et al.: Biodistribution and first clinical results of 18F-SiFAlin-TATE PET: a novel 18F-labeled somatostatin analog for imaging of neuroendocrine tumors. In: European Journal of Nuclear Medicine and Molecular Imaging, 47, 4, 2020, S. 870–880